# 赵宪 (朝鲜)
赵宪（：／；1544年—1592年），字汝式，號重峯，朝鮮王朝儒学家。本貫白川趙氏。他是东国十八贤之一，與高敬命、金千鎰和郭再祐合稱壬辰四忠臣（韓語：임진 4충신），谥号文烈。